# Adolphe Delattre
Adolphe Delattre (o De Lattre) (12 de febrero de 1805, Tours – 3 de enero de 1854, Niza) fue un ornitólogo francés del siglo XIX.
Realizó varias expediciones en América entre 1831 y 1851, en las que estaba particularmente interesado en la recolección de colibríes. Nombró a un número de nuevas especies, ya sea solo o con Jules Bourcier. En 1839, describió siete especies de colibrí con el naturalista René Primevère Lesson.
Es conmemorado con el nombre binomial Lophornis delattrei.